# Mossad LeAliyah Bet
A Mossad LeAliyah Bet (em hebraico: המוסד לעלייה ב'; romaniz.: Mossad LeAliyah Bet, lit. Instituição para Imigração B) foi um ramo da organização paramilitar Haganah no Mandato Britânico da Palestina, e mais tarde no Estado de Israel, que operou para facilitar a imigração de judeus para a Palestina Britânica. Durante o período do Mandato, facilitou a imigração ilegal, violando as restrições governamentais britânicas. Permaneceu em funcionamento de 1938 até quatro anos após a fundação do Estado de Israel em 1952. Era financiada diretamente pelo Comitê de Distribuição Conjunta Judaica Americana (JDC) e não estava sujeito ao controle da Agência Judaica, que tinha seu próprio departamento de Aliá, liderado por Yitzhak Rafael.
O Yishuv se referia à imigração legal como "Aliá Alef" (Alef é a primeira letra do alfabeto hebraico, correspondendo ao A latino), enquanto a imigração clandestina era chamada de "Aliá Bet" (Bet é a segunda letra, correspondendo ao B latino).

## História
No final de 1938, devido à pressão interna árabe na Palestina relacionada às objeções locais às ondas de imigração sionista, o governo britânico anunciou que reduziria a migração judaica para a Palestina, em um conjunto de medidas que ficou conhecido como Livro Branco de 1939. Naquele momento, a maior parte do movimento sionismo decidiu deixar de se conformar com as regulamentações britânicas.
Embora o Mossad LeAliyah Bet tenha sido oficialmente fundado em 29 de abril de 1939, ele iniciou suas operações em 1938. Liderado por Shaul Avigur, o Mossad LeAliyah Bet foi fundado com base no movimento Ha'apala. Inicialmente, sua atividade era baseada em Atenas; mas mais tarde, seu centro mudou-se para Paris. A liderança do movimento foi formada tanto por ativistas revisionistas quanto por ativistas sionistas tradicionais. Avigur foi sucedido no comando da organização por Meir Sapir. 
Nos primeiros anos após sua criação, o Mossad LeAliyah Bet alcançou um certo sucesso. Operando principalmente por mar, conseguiu trazer até 20.000 imigrantes judeus para a Palestina, em 50 embarcações. Quando a Segunda Guerra Mundial eclodiu, o Mossad LeAliyah Bet teve suas atividades praticamente suspensas, só retomando-as em agosto de 1945.
Desde então e até a fundação de Israel, o Mossad LeAliyah Bet conseguiu trazer mais de 70.000 imigrantes judeus (muitos dos quais eram sobreviventes do Holocausto) em 64 navios. Além do mar, o Mossad LeAliyah Bet também trouxe imigrantes por terra, embora em escala bem menor, vindos do mundo árabe. No geral, a iniciativa foi responsável pela chegada de cerca de 100.000 judeus para o que viria a se tornar o Estado de Israel.
O navio mais famoso usado pelo Mossad LeAliyah Bet foi o Exodus 1947, que trouxe 4.515 sobreviventes do Holocausto. Com a fundação de Israel, o Mossad LeAliyah Bet serviu de base para a criação de uma agência governamental, denominada Lishkat Hakesher (Gabinete de Ligação), codinome Nativ (נתיב "Caminho"), criada em 1953 e também chefiada por Meirov, que trouxe judeus do bloco soviético, do mundo árabe e de outros países.